# Deverra scoparia
Espèce
Deverra scoparia est une espèce de plantes à fleurs de la famille des Apiaceae et de la sous-famille des Apioideae endémique de l'Ouest du Sahara septentrional et du Sahara central, surtout dans les lits d'oueds caillouteux. 
Cette Ombellifère fait partie de la pharmacopée traditionnelle des Touaregs pour le traitement de l’hépatite, du diabète et des infections urinaires en infusion et, en poudre, dans le traitement des morsures de vipères et de scorpions. Son odeur de fenouil est utilisée dans la fabrication de fromages de chèvre. Ses activités biologiques intéressent également la médecine moderne et de nombreuses études phytochimiques ont montré une grande richesse en huiles essentielles aux propriétés antibactériennes, antioxydantes, acaricides et anti-inflammatoires,.

## Synonymie
Selon le jardin botanique de Kew :
- Deverra fallax Batt. & Trab.
- Deverra virgata Coss. & Durieu
- Pituranthos fallax (Batt. & Trab.) H.Wolff
- Pituranthos scoparius (Coss. & Durieu) Schinz
- Pituranthos virgatus (Coss. & Durieu) Hochr.